# Kristapor Ier de Tiraritch
Kristapor Ier de Tiraritch ou Tirarijtsi (en arménien Քրիստափոր Ա Տիրառիջցի ; mort en 545) est un catholicos de l'Église apostolique arménienne de 539 à 545.

## Biographie
Originaire du village de Tiraritch dans le canton de Bagrévand (en Ayrarat), Kristapor Ier succède en 539 au catholicos Sahak II d'Oughki. Fidèle aux principes du premier concile de Dvin de 506, il meurt en 545 et est suivi sur le trône catholicossal par Ghévond d'Erast.